# Liiva (Tallinn)
Liiva (français : Sable) est un quartier du district de  Nõmme  à Tallinn en Estonie.

## Description
En 2019, Liiva compte 1 360 habitants.
Sa superficie est de 2,64 km2.
Ses quartiers voisins sont Raudalu, Ülemistejärve, Männiku, Rahumäe et Järve.
Les rues du quartier sont Kagu tänav, Kaitse tänav, Kalmistu tee, Käbi tänav, Leesika tänav, Liivalao tänav, Liivaluite tänav, Liivametsa tänav, Mahla tänav, Männiku tee, Orava tänav, Pedaja tänav, Pohla tänav, Puraviku tänav, Puusepa tänav, Pärnu maantee, Ratta tänav, Riisika tänav, Risti tänav, Rulli tänav, Saeveski tänav, Vabaduse puiestee, Valdeku tänav, Viljandi maantee, Võidu tänav, Värava tänav et Õnne tänav.

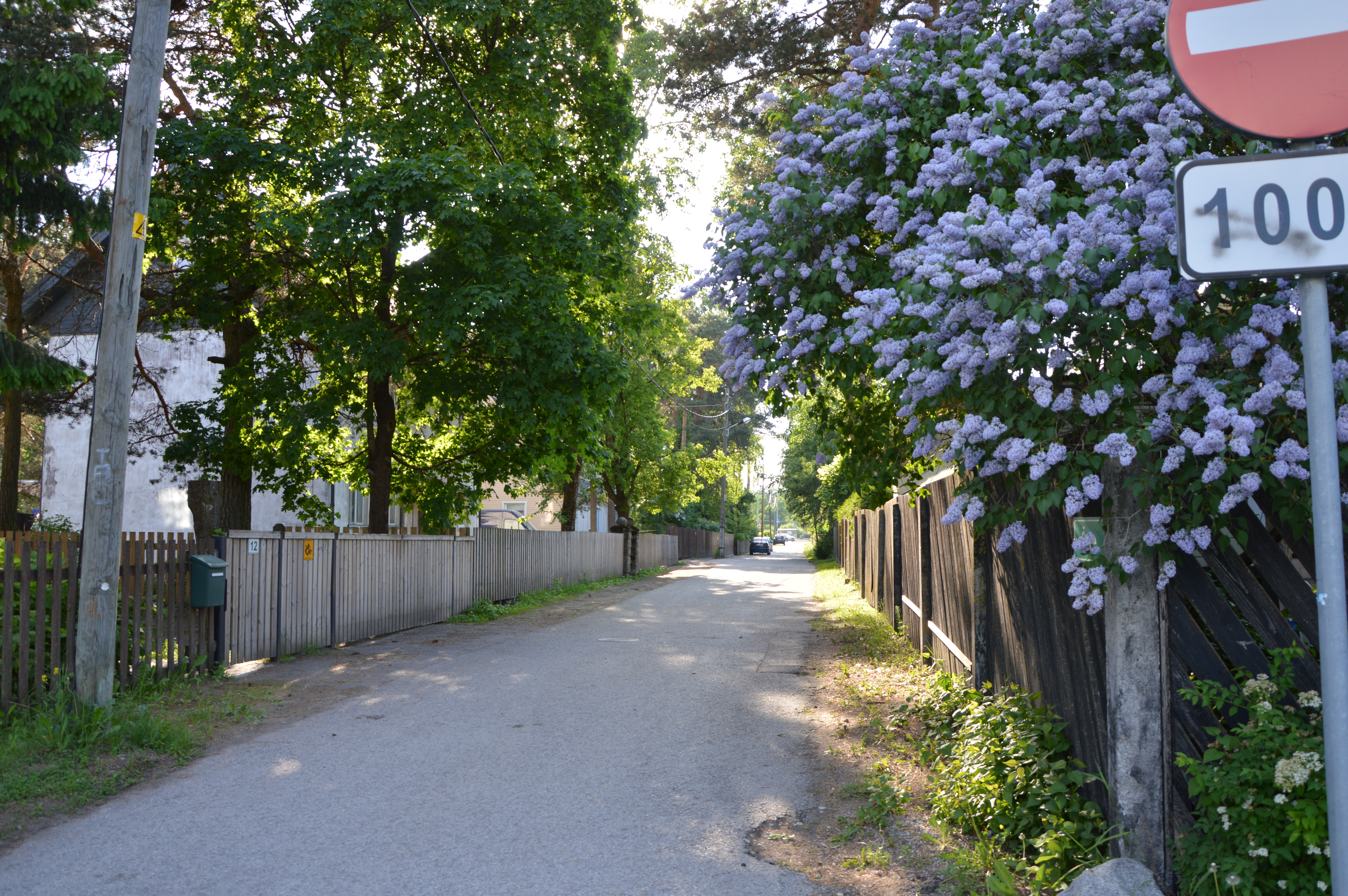
Õnne tänav.

## Population
| 2008  | 2010  | 2011  | 2012  | 2013  | 2014  |
| ----- | ----- | ----- | ----- | ----- | ----- |
| 1 303 | 1 289 | 1 296 | 1 343 | 1 355 | 1 365 |

| 2015  | 2016  | 2017  | 2018  | 2019  | 2020  |
| ----- | ----- | ----- | ----- | ----- | ----- |
| 1 351 | 1 334 | 1 333 | 1 366 | 1 360 | 1 367 |

| 2021  | 2022  | - | - | - | - |
| ----- | ----- | - | - | - | - |
| 1 356 | 1 309 | - | - | - | - |

## Transports
Les lignes de bus n° 5, 32, 57 desservent le quartier.

## Lieux et monuments
Liiva abrite le cimetière de Liiva, qui occupe une grande partie du territoire quartier. 
Le parc Oravamäe est situé dans le quartier.

## Galerie

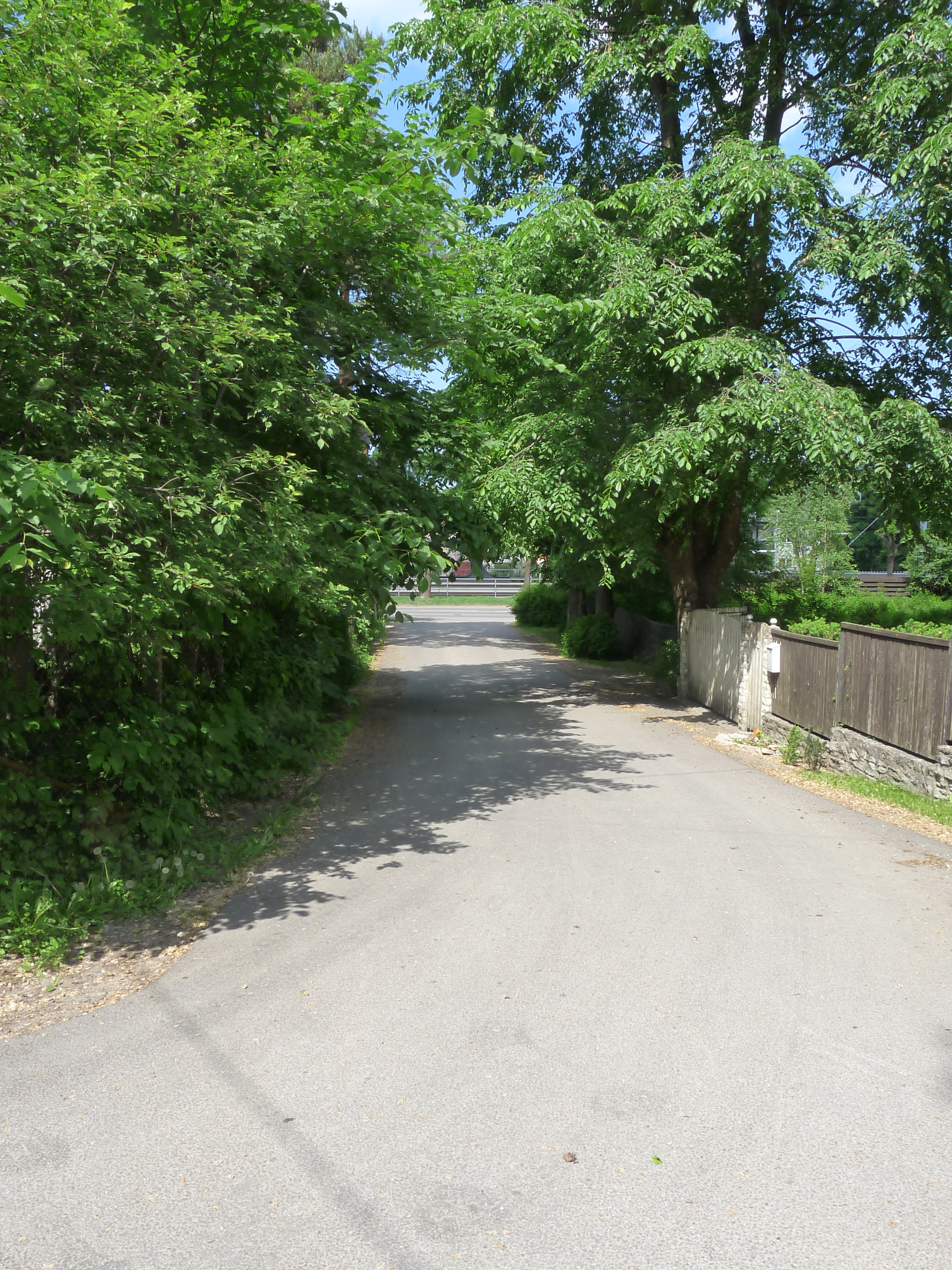
Liiva tänav.
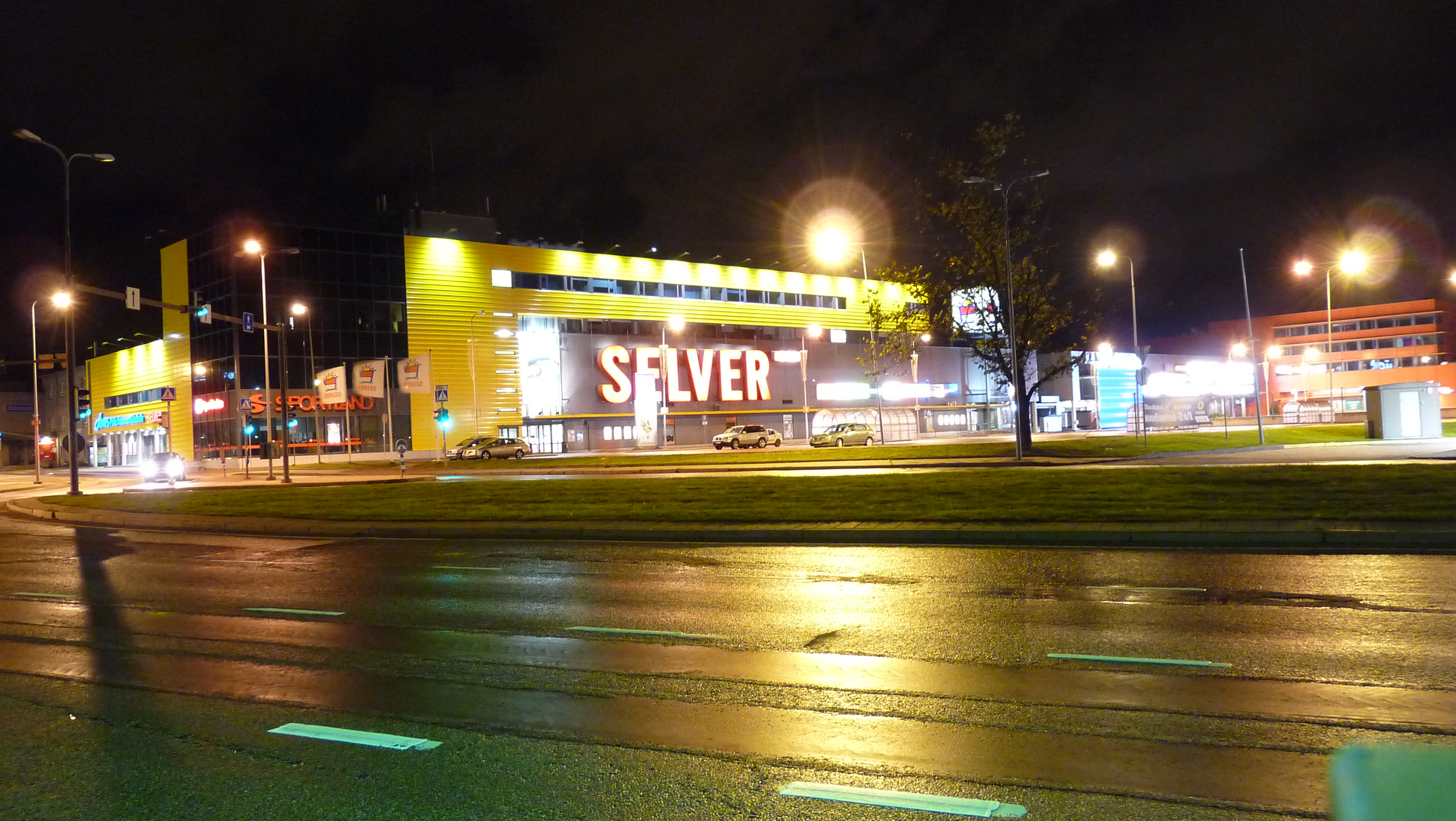
Järve Keskus.
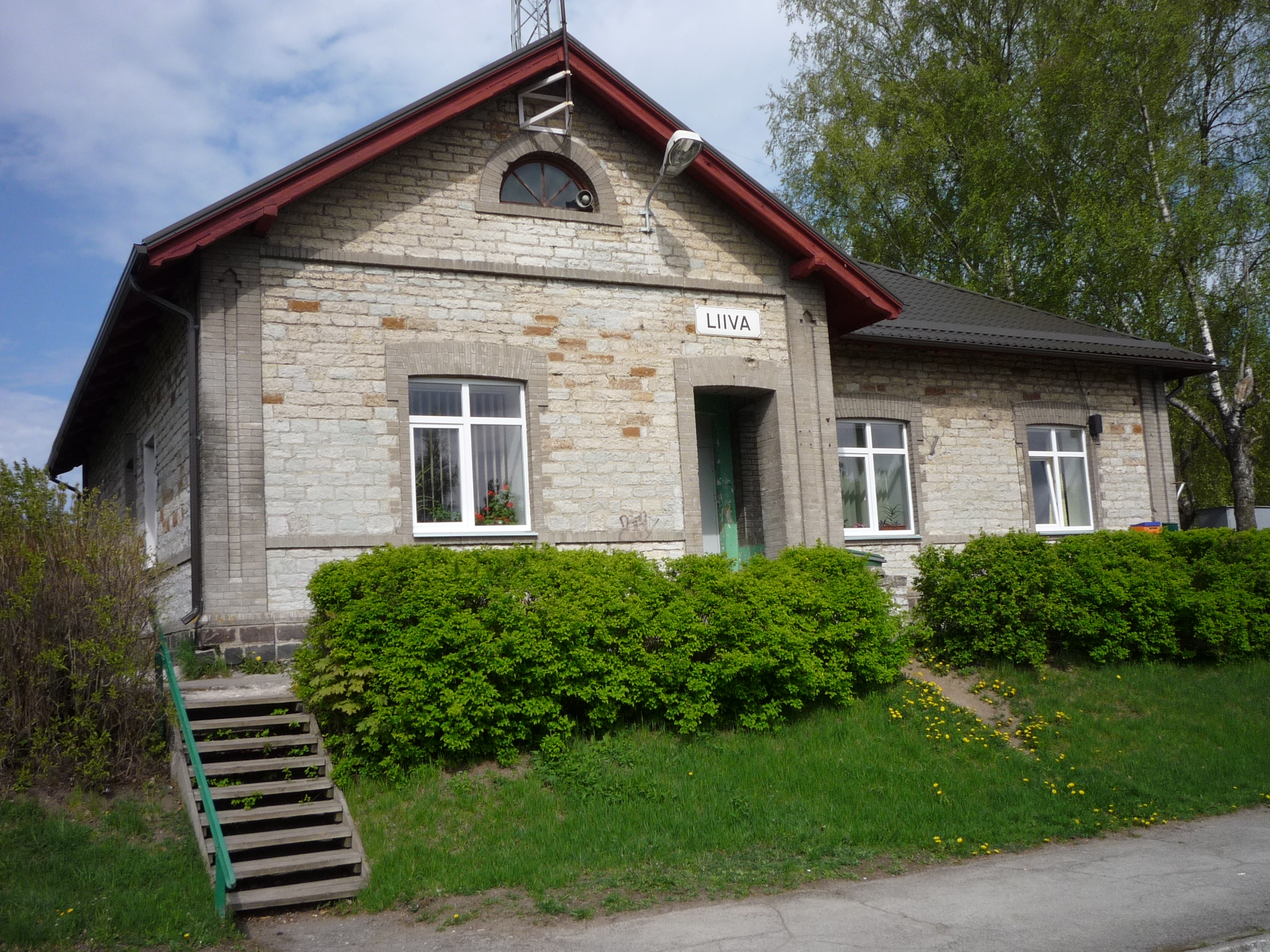
Gare de Liiva.

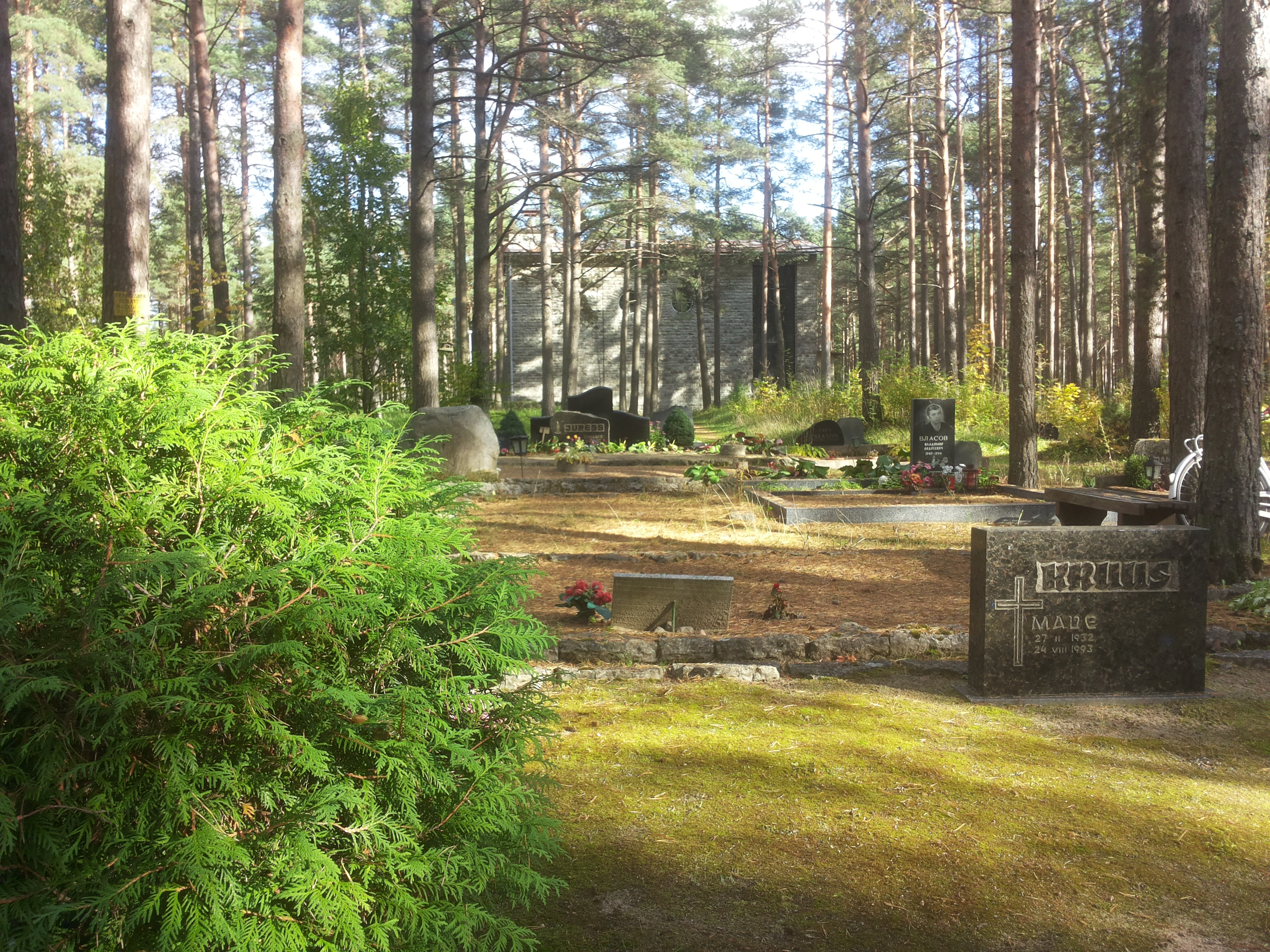
Cimetière de Liiva.
Chapelle du cimetière de Liiva.
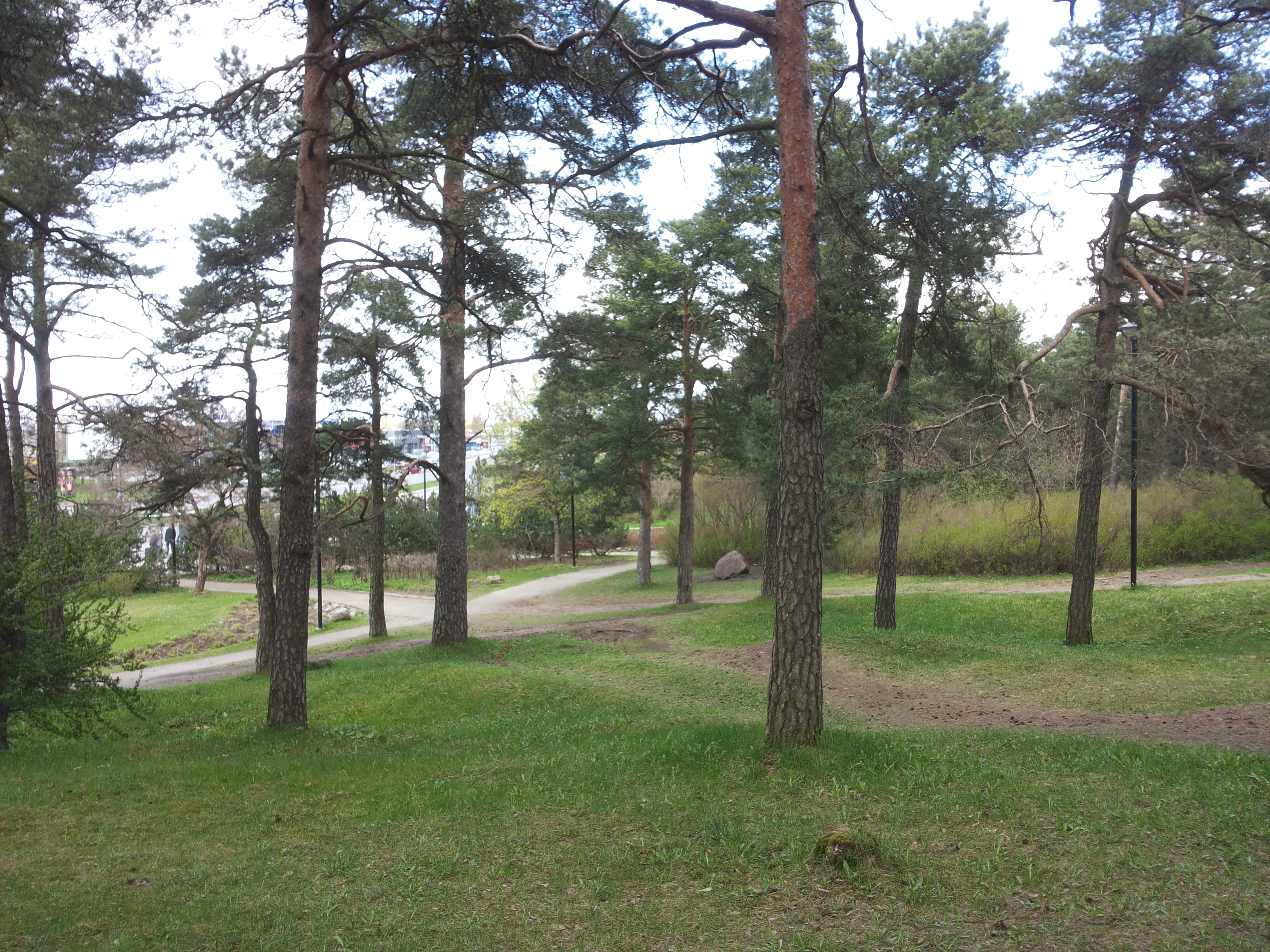
Parc d'Oravamäe.